# Konstantinápolyi ortodox egyház
A Konstantinápolyi Egyetemes Patriarchátus más néven Konstantinápolyi Ökumenikus Patriarchátus vagy konstantinápolyi ortodox egyház az öt eredeti patriarkátus egyike, ami tiszteletbeli elsőséget élvez az ortodox egyházak között.

## Története
Eredetileg az antiochiai pátriárkának alárendelt egyház volt, 330-tól önálló, majd a második legfontosabb egyház lett belőle a Római Egyház után. Miután – ortodox szempontból nézve – a római katolikus egyház egésze 1054-ben kivált az egyetemes egyházból, a konstantinápolyi egyház foglalta el helyét mint tiszteletbeli első az egyházak között.
Az Oszmán Birodalom idején a konstantinápolyi pátriárka politikai szerepet is betöltött. Az Oszmán Birodalomban a lakosság vallási alapon volt felosztva (millet-rendszer), az egyik millet az ortodoxoké volt, ennek volt mindenkori vezetője a konstantinápolyi pátriárka.
Az ortodox egyházak közös összejövetelein mindig a konstantinápolyi pátriárka elnököl.

## Mai kiterjedése
Kanonikus területe ma minimális az eredetihez képest, csak Törökország, Észak-Görögország és egyes földközi-tengeri görög szigetek tartoznak hozzá. 
A görög ortodox egyház autokefállá válásakor a Konstantinápolyi Patriarchátus javára lemondott a diaszpórában élő görögök egyházközösségeiről, így ők is a Patriarchátus joghatósága alá tartoznak. (így a magyarországi görögök is)
A konstantinápolyi pátriárka kizárólagos jogot formál minden olyan területre, mely hivatalosan nem tartozik egyetlen más ortodox egyház kanonikus területéhez. Ezt az igényt a többi ortodox egyház nem fogadja el.
Két autonóm ortodox egyház is hozzátartozik: az észt apostoli ortodox egyház és a finn ortodox egyház. Hozzá tartozik egyházjogilag a Görögországban található autonóm szerzetesi köztársaság, az Athosz-hegy.

## Magyarországi jelenléte
Magyarországon az egyház a Konstantinápolyi Egyetemes Patriarchátus Magyarországi Orthodox Exarchátusaként van jelen.